# 神向寺
神向寺（じんこうじ）は茨城県鹿嶋市にある地名。郵便番号は314-0007。

## 概要
鹿嶋市の東部に位置する。
地域内には鹿島アントラーズのホームスタジアムであるカシマサッカースタジアムや、卜伝の郷運動公園といったスポーツ施設が置かれている。

## 世帯数と人口
2017年（平成29年）7月1日現在の世帯数と人口は以下の通りである。
| 町丁   | 世帯数  | 人口  |
| ------ | ------- | ----- |
| 神向寺 | 243世帯 | 669人 |

## 施設
- 茨城県立カシマサッカースタジアム
- カシマサッカーミュージアム
- カシマスポーツセンター
- 卜伝の郷運動公園

## 交通
- 鹿島サッカースタジアム駅
- 国道51号鹿嶋バイパス